# Ґеджеті
Ґеджеті (груз. გეჯეთი) — село в Грузії.
За даними перепису населення 2014 року в селі проживає 878 осіб.